# Harplinge distrikt
Harplinge distrikt är ett distrikt i Halmstads kommun och Hallands län. 
Distriktet ligger vid kusten, nordväst om Halmstad. 

## Tidigare administrativ tillhörighet
Distriktet inrättades 2016 och utgörs av socknen Harplinge i Halmstads kommun.
Området motsvarar den omfattning Harplinge församling hade vid årsskiftet 1999/2000.